# Frans Gielen
Pour les articles homonymes, voir Gielen.
Frans Gielen (né le 21 octobre 1921 à Helchteren et mort le 14 juin 2004 à Wijchmaal) est un coureur cycliste belge. Professionnel de 1948 à 1957, il se distingue notamment sur l'édition 1948 du Tour d'Espagne avec une victoire d'étape et le port du maillot de leader durant un jour. 

## Palmarès sur route

### Palmarès amateur
- 1947
  -  Champion de Belgique sur route amateurs
  - Tour de Belgique amateurs
  - Sex-Dagars
  - 9e du championnat du monde sur route amateurs

### Palmarès professionnel
- 1948
  - 1reb étape du Tour d'Espagne
- 1949
  - 2e du Grand Prix de Hesbaye
- 1950
  - 2e du Circuit du Limbourg
  - 9e de Milan-San Remo
- 1953
  - 9e de la Flèche wallonne
- 1954
  - 2e étape du Tour de Belgique
  - 2e du Circuit du Limbourg
- 1955
  - 2e du Trophée des trois pays
  - 3e du Circuit des régions fruitières
- 1956
  - Roubaix-Huy

## Résultats sur les grands tours

### Tour d'Espagne
1 participation
- 1948 : 25e, vainqueur de la 1reb étape,  leader pendant 1 jour

### Tour d'Italie
1 participation 
- 1948 : abandon (3e étape)

## Palmarès sur piste
- 1950
  - 2e du championnat de Belgique de poursuite
- 1951
  - 2e du championnat de Belgique de poursuite
- 1954
  - 3e du championnat de Belgique de poursuite